# Xincheng
Xincheng (新城鄉S, Xīnchéng XiāngP) è un comune di Taiwan, situato nella provincia di Taiwan e nella contea di Hualien.